# Steige
Steige település Franciaországban, Bas-Rhin megyében. Lakosainak száma 627 fő (2022. január 1.). Steige Bellefosse, Breitenbach, Lalaye, Maisonsgoutte, Ranrupt és Urbeis községekkel határos.

## Népesség
A település népessége az elmúlt években az alábbi módon változott:
| Lakosok száma | 610  | 601  | 614  | 609  | 604  | 607  | 614  | 620  | 627  |
|               | 2013 | 2015 | 2016 | 2017 | 2018 | 2019 | 2020 | 2021 | 2022 |